# Liste der Kompositionen von Arnold Schönberg

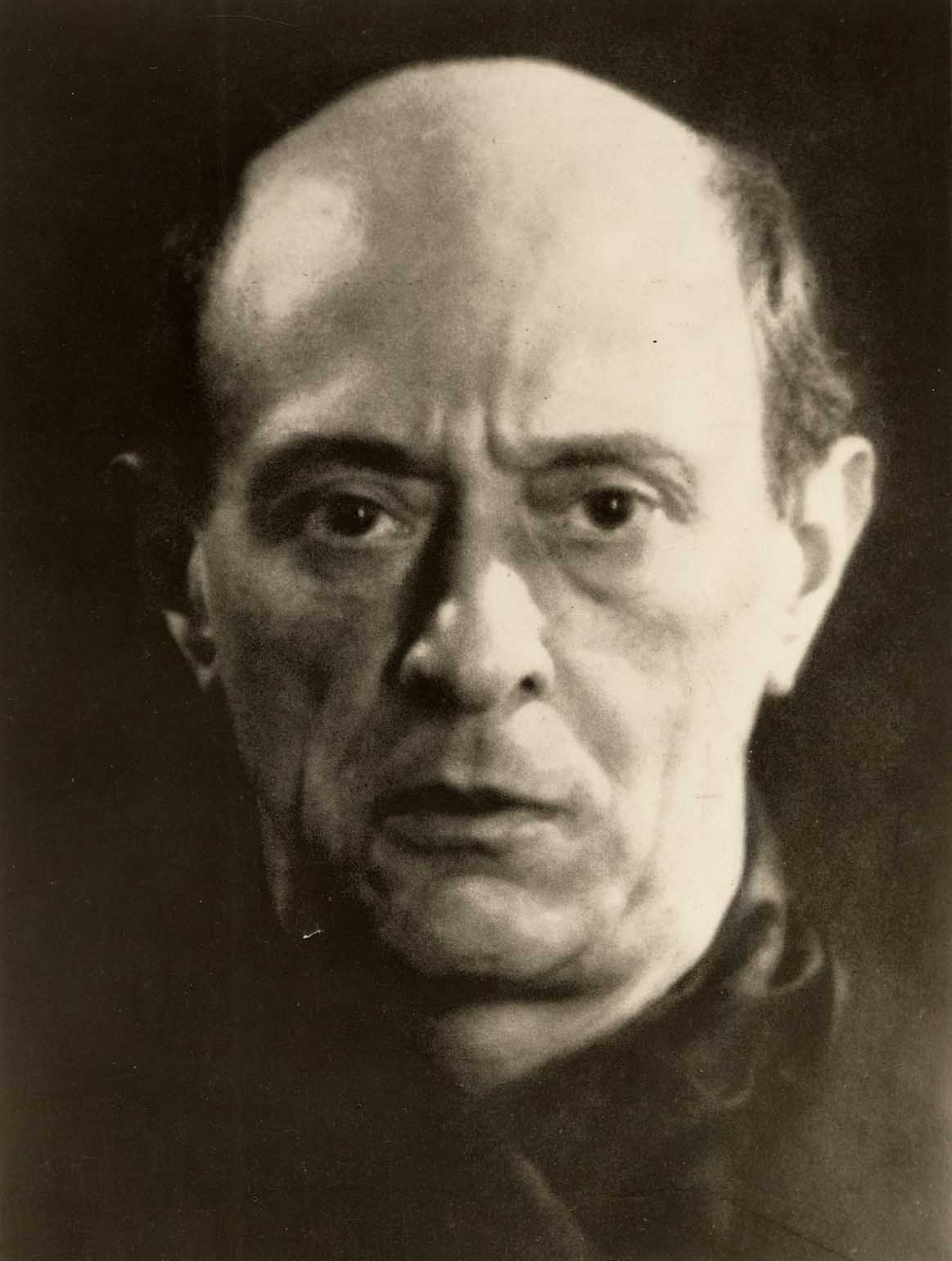
Arnold Schönberg

Das musikalische Schaffen von Arnold Schönberg (1874–1951) lässt sich grob in drei stilistische Phasen einteilen (siehe auch: Arnold Schönberg#Werk und Wirkung):
- „spätromantische“ oder „nachromantische“ Werke (kulminierend in den Gurre-Liedern [1900–11] auf Worte von Jens Peter Jacobsen, deutsch von Robert Franz Arnold)
- Werke, deren Harmonik sich einer „Freien Atonalität“ zuwendet (etwa ab 1908; als Schlüsselwerk kann hier das 2. Streichquartett [1907/08] gelten, in dessen Finale eine Sopranstimme symbolisch-programmatisch das Gedicht Entrückung [1907] von Stefan George zitiert: „Ich fühle luft von anderem planeten…“)
- Werke, die auf der „Methode des Komponierens mit zwölf nur aufeinander bezogenen Tönen“ basieren (der sogenannten Zwölftontechnik, ab 1921; erstmals erprobt in den Fünf Klavierstücken [op. 23, 1920–23] und der Suite für Klavier [op. 25; 1921–23]).

Folgende Liste gibt einen Überblick über die Kompositionen, geordnet nach Besetzung.

## Opern
- Und Pippa tanzt! (1906/07; Fragment: Vorspiel und Rezitativ). Libretto (Fragment): nach dem gleichnamigen Stück von Gerhart Hauptmann
- Erwartung (op. 17; 1909/14). Monodram in einem Akt. Libretto: Marie Pappenheim (1882–1966). Dauer: ~29’. UA 6. Juni 1924 Prag (Deutsches Landestheater; Marie Gutheil-Schoder [Die Frau]; Dirigent: Alexander von Zemlinsky). – Werkeinführung von Therese Muxeneder
- Die glückliche Hand (op. 18; 1909[?]/10–1913). Drama mit Musik in 4 Bildern. Libretto (1909[?]/10): Arnold Schönberg. Dauer: ~18’. UA 14. Oktober 1924 Wien (Volksoper; Alfred Jerger [Mann], Hedy Pfundmayr [Frau]; Dirigent: Fritz Stiedry; Regie: Josef Turnau). – Werkeinführung von Matthias Schmidt
- Von heute auf morgen (op. 32; 1928/29). Oper in einem Akt. Libretto: Max Blonda (= Gertrud Schönberg). Dauer: ~53’. UA 1. Februar 1930 Frankfurt (Oper; Benno Ziegler [Mann], Else Gentner-Fischer [Frau], Elisabeth Friedrich [Freundin], Anton Maria Topitz [1887–1948] [Sänger], Kl. Nitzschker [Kind]; Dirigent: Hans Wilhelm Steinberg; Regie: Herbert Graf; Bühnenbild: Ludwig Sievert [1887–1966]). – Werkeinführung
- Moses und Aron (1923–1937). Oper in 3 Akten (Fragment: 2 Akte Partitur, musikalische Skizzen für den 3. Akt). Libretto (vollständig ausgeführt): Arnold Schönberg. Dauer: ~95’. UA (konzertant) 12. März 1954 (Musikhalle Hamburg; Hans Herbert Fiedler [Moses], Helmut Krebs [Aron], Ilona Steingruber-Wildgans [Mädchen], Helmut Kretschmar [Jüngling], Horst Günter [Mann], Hermann Rieth [Priester und Ephraimit], Ursula Zollenkopf [Kranke]; Chöre des NWDR Köln und Hamburg; Sinfonieorchester des NWDR Hamburg; Dirigent: Hans Rosbaud). – UA (szenisch) 6. Juni 1957 Zürich (Stadttheater; Hans Herbert Fiedler [Moses], Helmut Melchert [Aron], Charles Gillig [Heidnischer Priester und Israelitischer Priester]; Ingeborg Friedrich [Junges Mädchen]; Hans-Bert Dick [Junger Mann], Nikolaus Toth [Anderer Mann], Mary Davenport [Kranke], Rudolf Fiebelkorn [Jüngling], Willi Ferenz [Ephraimit], Berufschor des Stadttheaters Zürich, Chor des Stadttheaters Luzern, Mitglieder des Radiochores Zürich, Zürcher Kammersprechchor; Dirigent: Hans Rosbaud; Regie: Karl Heinz Krahl). – Entstehungsdaten , Werkeinführung, Aufführungsliste
  - 3-aktige Fassung von Zoltán Kocsis (aus den musikalischen Skizzen ergänzt; 2009/10). UA (konzertant) 10. Januar 2010 Budapest (Palast der Künste; mit Wolfgang Schöne [Moses], Daniel Brenna [Aron]; Ungarische Nationalphilharmonie, Dirigent: Zoltán Kocsis)

## Vokalkompositionen

### Für Solostimme und Klavier
- [Sieben Lieder] (1893–96) für eine Singstimme und Klavier. Texte: Nikolaus Lenau (1802–1850), Paul Heyse (1830–1914), Martin Greif (1839–1911), Alfred Gold (1874–1958) und anonym
1. In hellen Träumen hab ich dich oft geschaut … (1893; Alfred Gold) – 2. Drüben geht die Sonne scheiden … (Nikolaus Lenau, Schilflied) – 3. Mädchenlied („Sang ein Bettlerpärlein am Schenkentor …“; Paul Heyse) – 4. Daß gestern eine Wespe dich am Finger stach … (anonym) – 5. Juble, schöne junge Rose … (anonym) – 6. Warum bist du aufgewacht … (anonym) – 7. Das zerbrochene Krüglein … (Martin Greif)
- Erste Lieder (~1893–1900) für eine Singstimme und Klavier. Texte: Joseph Christian von Zedlitz (1790–1862), Robert Reinick (1805–1852), Wilhelm Wackernagel (1806–1869), Ludwig Pfau (1821–1894), Oskar von Redwitz (1823–1891), Ada Christen (1839–1901) und anonym
1. Im Fliederbusch ein Vöglein saß … (Robert Reinick) – 2. Daß schon die Maienzeit vorüber … (Ada Christen) – 3. Könnt ich zu dir mein Licht … (Ludwig Pfau) – 4. Mein Schatz ist wie ein Schneck … (Ludwig Pfau) – 5. Gott grüß dich Marie! … (Ludwig Pfau) – 6. Der Pflanze, die dort über dem Abgrund schwebt … (Ludwig Pfau) – 7. Einsam bin ich und alleine … (Ludwig Pfau) – 8. Nur das tut mir so bitter weh … (Oscar von Redwitz) – 9. Du Kleine bist so lieb und hold … (Ludwig Pfau) – 10. Mein Herz, das ist ein tiefer Schacht … (anonym) – 11. Du kehrst mir den Rücken … (Ludwig Pfau) – 12. Ich grüne, wie die Weide grünt … (Wilhelm Wackernagel) – 13. Zweifler (Ludwig Pfau) – 14. Sehnsucht (Joseph Christian von Zedlitz) – 15. Vergißmeinnicht (Ludwig Pfau) – 16. Einsam bin ich und alleine (Ludwig Pfau)
- Frühe Lieder (1893–1900) für eine Singstimme und Klavier. Texte: Johann Wolfgang von Goethe (1749–1832), Nikolaus Lenau (1802–1850), Hermann Lingg (1820–1905), Ludwig Pfau (1821–1894), Paul Heyse (1830–1914), Richard Dehmel (1863–1920), Hugo von Hofmannsthal (1874–1929), Alfred Gold (1874–1958) und anonym. UA: im Freundes- und Familienkreis

1. Lied der Schnitterin (Ludwig Pfau) – 2. Mädchenfrühling (1897; Richard Dehmel) – 3. Nicht doch! (Richard Dehmel) – 4. Gruß in die Ferne (1900; Hermann Lingg) für Bariton – 5. Ecloge (anonym) – 6. Waldesnacht (Paul Heyse) – 7. Mannesbangen (Richard Dehmel) – 8. Die Beiden (1899; Hugo von Hofmannsthal) – 9. In hellen Träumen (Alfred Gold) – 10. Schilflied (Nikolaus Lenau) – 11. Mein Herz das ist ein tiefer Schacht (anonym) – 12. Mailied (Johann Wolfgang von Goethe)
- Mannesbangen (kurz nach 1897?; Fragment) für Singstimme und Klavier. Text: Richard Dehmel (1863–1920). – Werkeinführung
- Zwei Gesänge (op. 1; 1898) für eine Baritonstimme und Klavier. Texte: Karl von Levetzow (1871–1945). Dauer: ~16’. Widmung: „Meinem Lehrer und Freunde Alexander von Zemlinsky“. UA 1. Dezember 1900 Wien (Bösendorfer-Saal; Eduard Gärtner [Gesang], ? [Klavier]). – Werkeinführung von Iris Pfeiffer
1. Dank („Großes hast du mir gegeben…“) – 2. Abschied („Aus den Trümmern einer hohen Schönheit…“)
  - Transponierte Fassungen (bis 1903)
- Vier Lieder (op. 2; 1899/~1900) für eine Singstimme und Klavier. Texte: Johannes Schlaf (1862–1941), Richard Dehmel (1863–1920). Dauer: ~12’. Widmung: „Meinem Lehrer und Freunde Alexander von Zemlinsky“. UA (Nr. 1&2) 11. Februar 1904 Wien (Ansorge-Verein; Walter Pieau [Gesang]; Oskar C. Posa oder Alexander von Zemlinsky [Klavier]). UA (Nr. 3) 26. Januar 1907 Wien (Ehrbar-Saal; Arthur Preuss [Gesang], Alexander von Zemlinsky [Klavier]). UA (Nr. 4) 28. April 1915 Wien (Konzerthaus, Schubert-Saal; Emmy Heim [Gesang], Eduard Steuermann Klavier). – Werkeinführung von Matthias Schmidt

1. Erwartung („Aus dem meergrünen Teiche…“, 1899; Richard Dehmel) – 2. Schenk mir deinen goldenen Kamm (1899; Richard Dehmel, Jesus bettelt) – 3. Erhebung („Gib mir nur die Hand…“, 1899; Richard Dehmel) – 4. Waldsonne („In die braunen, rauschenden Nächte…“, ~1900; Johannes Schlaf)
- Gurre-Lieder. Frühfassung für Singstimme und Klavier (1900/01). Text: Jens Peter Jacobsen (1847–1885; aus En cactus springer ud [„Ein Kaktus blüht“, 1869/70]), deutsch von Robert Franz Arnold (1872–1938)
- Brettl-Lieder (1901) für Gesang und Klavier. Texte: Emanuel Schikaneder (1751–1812), Gustav Falke (1853–1916), Frank Wedekind (1864–1918), Otto Julius Bierbaum (1865–1910), Hugo Salus (1866–1929), Gustav Hochstetter (1873–1944), Colly. Dauer: ~23’. UA: unbekannt. – Werkeinführung von Therese Muxeneder
1. Der genügsame Liebhaber („Meine Freundin hat eine schwarze Katze…“; Hugo Salus) – 2. Einfältiges Lied („König ist spazieren gangen…“; Hugo Salus) – 3. Der Nachtwandler („Trommler, laß dein Kalbfell klingen…“; Gustav Falke; mit Kleine Flöte, Trompete, Kleine Trommel und Klavier – siehe unter Vokalkompositionen für Solostimme und 3–7 Instrumente) – 4. Jedem das Seine („Ebenes Paradefeld…“; Colly) – 5. Mahnung („Mädel sei kein eitles Ding…“; Gustav Hochstetter) – 6. Gigerlette („Fräulein Gigerlette lud mich ein zum Tee…“; Otto Julius Bierbaum) – 7. Galathea („Ach, wie brenn’ ich vor Verlangen…“; Frank Wedekind) – 8. Langsamer Walzer („Seit ich so viele Weiber sah…“; Emanuel Schikaneder, aus dem Spiegel von Arcadia)
- Sechs Lieder (op. 3;1899–1903) für eine mittlere Singstimme und Klavier. Texte: aus Des Knaben Wunderhorn (1805–08) von Clemens Brentano (1778–1842) und Achim von Arnim (1781–1831) sowie von Gottfried Keller (1819–1890), Hermann Lingg (1820–1905), Jens Peter Jacobsen (1847–1885) / Robert Franz Arnold (1872–1938), Richard Dehmel (1863–1920). Dauer: ~16’. Widmung: „Herrn Baurat Carl Redlich in Dankbarkeit“. UA (Nr. 1–5) 26. Januar 1907 Wien (Ehrbar-Saal; Anton Moser [Gesang], Alexander von Zemlinsky [Klavier]). UA (Nr. 6) 26. März 1919 Wien (Konzerthaus, Mozart-Saal; Arthur Fleischer [Gesang], Eduard Steuermann [Klavier]). – Werkeinführung von Therese Muxeneder
1. Wie Georg von Frundsberg von sich selber sang („Mein Fleiß und Müh …“; 1903; aus Des Knaben Wunderhorn) – 2. Die Aufgeregten („Welche tiefbewegten Lebensläufchen …“; 1903; Gottfried Keller) – 3. Warnung („Mein Hund, du, hat dich bloß beknurrt …“; 1899/1903; Richard Dehmel) – 4. Hochzeitslied („So voll und reich …“; ~1901; Jens Peter Jacobsen, deutsch von Robert Franz Arnold) – 5. Geübtes Herz („Weise nicht von dir mein schlichtes Herz …“; 1903; Gottfried Keller) – 6. Freihold („Soviel Raben nachts auffliegen …“; 1900/03; Hermann Lingg)
- Deinem Blick („Deinem Blick mich zu bequemen…“; 1903). Lied für eine Singstimme und Klavier. Text: Johann Wolfgang von Goethe (1749–1832)
- Gedenken („Es steht sein Bild noch immer da …“; undatiert; Autorschaft ungewiss) für eine Singstimme und Klavier. Text: anonym überliefert. Dauer: ~2½’. – Werkeinführung
- Acht Lieder (op. 6; 1903–05) für eine Singstimme und Klavier. Texte: Gottfried Keller (1819–1890), Friedrich Nietzsche (1844–1900), Julius Hart (1859–1930), Hermann Conradi (1862–1890), Richard Dehmel (1863–1920), John Henry Mackay (1864–1933), Paul Remer (1867–1943), Kurt Aram (= Hans Fischer, 1869–1934). Dauer: ~20’. UA (Nr. 1, 3, 5–8) 26. Januar 1907 Wien (Ehrbar-Saal; Theo [Theodora] Drill-Oridge, Arthur Preuss [Gesang], Alexander von Zemlinsky [Klavier]). UA (Nr. 4) 28. April 1915 Wien (Konzerthaus, Schubert-Saal; Emmy Heim [1885–1954] [Gesang], Eduard Steuermann [Klavier])
1. Traumleben („Um meinen Nacken schlingt sich…“; 1903; Julius Hart) – 2. Alles („Laß uns noch die Nacht erwarten…“; 1905; Richard Dehmel) – 3. Mädchenlied („Ach, wenn es nun die Mutter wüßt’…“; 1905; Paul Remer) – 4. Verlassen („Im Morgengrauen schritt ich fort…“; 1903; Hermann Conradi) – 5. Ghasel („Ich halte dich in meinem Arm…“; 1904; Gottfried Keller) – 6. Am Wegrand („Tausend Menschen ziehen vorüber…“; 1905; John Henry Mackay) – 7. Lockung („Komm, komm mit…“; 1905; Kurt Aram) – 8. Der Wanderer („Es geht ein Wandrer durch die Nacht…“; 1905; Friedrich Nietzsche)
- Zwei Balladen (op. 12; 1907) für Gesang und Klavier. Texte (aus: Neuer deutscher Balladenschatz, Berlin 1906): Heinrich Ammann (1864–1950), Victor Klemperer (1881–1960). Dauer: ~11’. UA (Nr. 1) 23. Oktober 1920 Wien (Konzerthaus, Schubert-Saal; Olga Bauer-Pilecka [1887–1941] [Alt], Ernst Bachrich [~1892/93–1942] [Klavier]). UA (Nr. 2): unbekannt
1. Jane Grey („Sie führten ihn durch den grauen Hof…“; Heinrich Ammann) – 2. Der verlorene Haufen („Trinkt aus, ihr zechtet zum letztenmal…“; Victor Klemperer)
- Zwei Lieder (op. 14; 1907/08) für Gesang und Klavier. Texte: Stefan George, Karl Henckell. Dauer: ~5’. UA 20. Januar 1921 Wien (Konzerthaus, Schubert-Saal; Erika Wagner [Gesang], Ernst Bachrich [Klavier])
1. Ich darf nicht dankend… (1907; Stefan George, Strophen 10 und 11 des Gedichts Waller im Schnee aus Das Jahr der Seele [1897]) – 2. In diesen Wintertagen (1908; Karl Henckell)
- Am Strande („Vorüber die Flut, noch braust es fern…“; 1909; vorgesehen als op. 14 Nr. 3). Lied für eine Singstimme und Klavier. Text: Rainer Maria Rilke. Dauer: ~1½’. UA 12. Januar 1958 Hamburg (Norddeutscher Rundfunk, zusammen mit dem Beginn der Jakobsleiter; Gisela Litz [*1922] [Gesang], Hans Rosbaud[?] [Klavier]). – Werkeinführung
- Das Buch der hängenden Gärten (op. 15; 1908/09) für eine Singstimme und Klavier. Texte (1895/98): Stefan George. Dauer: ~25’. UA 14. Januar 1910 Wien (Ehrbar-Saal; Martha Winternitz-Dorda [1880–1958] [Sopran], Etta Werndorf [Klavier])
1. Unterm schutz von dichten blättergründen – 2. Hain in diesen paradiesen – 3. Als neuling trat ich ein in dein gehege – 4. Da meine lippen reglos sind und brennen – 5. Saget mir, auf welchem pfade – 6. Jedem werke bin ich fürder tot – 7. Angst und hoffen wechselnd mich beklemmen – 8. Wenn ich heut nicht deinen leib berühre – 9. Streng ist uns das glück und spröde – 10. Das schöne beet betracht ich mir im harren – 11. Als wir hinter dem beblümten tore – 12. Wenn sich bei heiliger ruh in tiefen matten – 13. Du lehnest wider eine silberweide am ufer – 14. Sprich nicht immer – 15. Wir bevölkerten die abenddüstern Lauben
- Drei Lieder (op. 48; 1933) für tiefe Stimme und Klavier. Texte: Jakob Haringer. Dauer: ~6’. UA 16. Mai 1950 Los Angeles (Student Union; Peter Page [Bariton], Leonard Stein [1916–2004] [Klavier]). – Werkeinführung
1. Sommermüd („Wenn Du schon glaubst, es ist ewige Nacht…“) – 2. Tot („Ist alles eins…“) – 3. Mädchenlied („Es leuchtet so schön die Sonne…“)
  - Fassung für Kammerorchester von René Leibowitz (1949)
- Es gingen zwei Gespielen gut … (op. 49 Nr. 1; 1948). Volksliedsatz für Singstimme und Klavier
  - Fassung für gemischten Chor a cappella (1948): siehe unter Vokalkompositionen für mehrere Stimmen mit oder ohne Instrumentalbegleitung

### Für Solostimme und 3–7 Instrumente
- Es ist ein Flüstern durch die Nacht… (e-Moll, undatiert) für Tenor und Streichquartett. Text: anonym überliefert
- Der Nachtwandler („Trommler, laß dein Kalbfell klingen …“; 1901) für Gesang, Kleine Flöte, Trompete, Kleine Trommel und Klavier. Text: Gustav Falke (1853–1916) (= Nr. 3 aus den Brettl-Liedern, siehe unter Vokalkompositionen für Solostimme und Klavier). UA: unbekannt. – Werkeinführung von Therese Muxeneder
- Zweites Quartett (fis-Moll) (op. 10; 1907/08) für 2 Violinen, Viola, Violoncello und eine Sopranstimme (im 3. und 4. Satz). Texte: Stefan George (aus Der siebente Ring [1907]). Dauer: ~30’. Widmung: „Meiner Frau“ (Mathilde Zemlinsky [1877–1923]). UA 21. Dezember 1908 Wien (Bösendorfer-Saal; Marie Gutheil-Schoder [Sopran], Rosé-Quartett)
  - Fassungen für Streichorchester und Sopranstimme (1919/29): siehe unter Vokalkompositionen für Solostimme und Orchester

1. Mäßig (moderato) – 2. Sehr rasch – 3. Litanei. Langsam („Tief ist die trauer die mich umdüstert…“, aus dem Kapitel Traumdunkel) – 4. Entrückung. Sehr langsam („Ich fühle luft von anderem planeten…“, aus dem Kapitel Maximin)
- Herzgewächse („Meiner müden Sehnsucht blaues Glas…“, op. 20; 1911) für hohen Sopran, Celesta, Harmonium und Harfe. Text: Maurice Maeterlinck, deutsch von Karl Anton Klammer und Friedrich von Oppeln-Bronikowski (1906).[1] Dauer: ~3’. UA: unbekannt. Erste nachgewiesene Aufführung 2. Dezember 1923 New York (Vanderbilt Theatre; Eva Leoni [Sopran]; Dirigent: Robert Schmitz)
  - Fassung mit erweiterter Instrumentalbesetzung. UA 17. April 1928 Wien (Musikverein, Kleiner Saal; Marianne Rau-Hoeglauer [Gesang], Hanny Haumer [Harfe], Erna Gál [Harmonium], Eduard Steuermann [Celesta], Kolisch-Quartett)
- Dreimal sieben Gedichte aus Albert Girauds »Pierrot lunaire« (op. 21; 1912) für Sprechstimme und Kammerensemble (Klavier, Flöte [auch Piccolo], Klarinette [auch Bassklarinette], Geige [auch Bratsche] und Violoncello). Texte: Albert Giraud (1860–1929), deutsch von Otto Erich Hartleben. Dauer: ~34’. Widmung: „Der ersten Interpretin Frau Albertine Zehme in herzlicher Freundschaft“. UA 9. Oktober 1912 Berlin (Choralion-Saal; Albertine Zehme [Rezitation]; Eduard Steuermann [Klavier], Jakob Masiniak [Violine / Bratsche], Hans Kindler [1892–1949] [Violoncello], H. W. de Vries [Flöten], Karl Eßberger [Klarinetten]; Dirigent: Arnold Schönberg). – Werkeinführungen von Iris Pfeiffer und Hermann Beil
1. Mondestrunken („Den Wein, den man mit Augen trinkt…“) – 2. Colombine („Des Mondlichts bleiche Blüten…“) – 3. Der Dandy („Mit einem phantastischen Lichtstrahl…“) – 4. Eine blasse Wäscherin – 5. Valse de Chopin („Wie ein blasser Tropfen Bluts…“) – 6. Madonna („Steig, o Mutter aller Schmerzen…“) – 7. Der kranke Mond („Du nächtig todeskranker Mond…“) – 8. Nacht (Passacaglia) („Finstre, schwarze Riesenfalter…“) – 9. Gebet an Pierrot („Pierrot! mein Lachen…“) – 10. Raub („Rote, fürstliche Rubine…“) – 11. Rote Messe („Zu grausem Abendmahle…“) – 12. Galgenlied („Die dürre Dirne…“) – 13. Enthauptung („Der Mond, ein blankes Türkenschwert…“) – 14. Die Kreuze („Heilge Kreuze sind die Verse…“) – 15. Heimweh („Lieblich klagend – ein krystallnes Seufzen…“) – 16. Gemeinheit („In den blanken Kopf Cassanders…“) – 17. Parodie („Stricknadeln, blank und blinkend…“) – 18. Der Mondfleck („Einen weißen Fleck des hellen Mondes…“) – 19. Serenade („Mit groteskem Riesenbogen…“) – 20. Heimfahrt („Der Mondstrahl ist das Ruder…“) – 21. O alter Duft („O alter Duft aus Märchenzeit…“)
- Serenade (op. 24; 1920–23) für Klarinette, Bassklarinette, Mandoline, Gitarre, Geige, Bratsche, Violoncello und eine tiefe Männerstimme (im 4. Satz). Text: Francesco Petrarca, deutsch von Karl August Förster. Dauer: ~33’. UA (privat) 2. Mai 1924 Wien (bei Norbert Schwarzmann). UA (öffentlich) 2. Juli 1924 Donaueschingen (Musiktage; Dirigent: Arnold Schönberg). – Werkeinführung von Camille Crittenden
1. Marsch (1921) – 2. Menuett. Trio (1921–23) – 3. Variationen. Thema (1920) – 4. Sonett Nr. 217 von Petrarca („O könnt’ ich je der Rach’ an ihr genesen…“; 1922/23) – 5. Tanzscene (1920–23) – 6. Lied (ohne Worte) (1923) – 7. Finale (1923)
- Ode to Napoleon Buonaparte (“'Tis done – but yesterday a King!”, op. 41; 1942) für Sprecher, Streichquartett und Klavier. Text: Lord Byron. Deutsche Fassung (Ode an Napoleon): Arnold Schönberg („Vorbei! – Noch gestern Fürst und groß…“). Dauer: 15’. UA 10. Juli 1946 London (Goldsmith’s Hall; Cuthbert Kelly [Sprecher]; Else Cross [Klavier], Aeolian Quartet). – Werkeinführung von Therese Muxeneder
  - Fassung für Sprecher, Streichorchester und Klavier: siehe unter Vokalkompositionen für Solostimme und Orchester

### Für Solostimme und Orchester
- Sechs Orchesterlieder (op. 8; 1903–05). Texte: Francesco Petrarca (1304–1374) / Karl August Förster (1784–1841), aus Des Knaben Wunderhorn (1805–08) von Clemens Brentano (1778–1842) und Achim von Arnim (1781–1831), Heinrich Hart (1855–1906). Dauer: ~25’. UA ((Nr. 2, 5, 6) 29. Januar 1914 Prag (Hans Winckelmann [Tenor]; Dirigent: Alexander von Zemlinsky)
1. Natur („Nacht fließt in Tag und Tag in Nacht…“; 1903/04; Heinrich Hart) – 2. Das Wappenschild („Stürmt, reißt und rast, ihr Unglückswinde…“; 1903/04; Fliegendes Blatt aus Des Knaben Wunderhorn) – 3. Sehnsucht („Schwer, langweilig ist mir mein Zeit…“; 1905; aus Des Knaben Wunderhorn) – 4. Nie war ich, Herrin, müd… (1904/05; Francesco Petrarca, deutsch von Karl August Förster) – 5. Voll jener Süße … (1904/05; Francesco Petrarca, deutsch von Karl August Förster) – 6. Wenn Vöglein klagen… (1904/05; Francesco Petrarca, deutsch von Karl August Förster)
- Zweites Quartett (fis-Moll) (op. 10). Fassungen für Streichorchester und Sopranstimme (1919/29). Texte: Stefan George (aus Der siebente Ring [1907]). Dauer: ~30’. UA: unbekannt
- Vier Lieder (op. 22; 1913–16) für Gesang und Orchester. Texte: Ernest Dowson (1867–1900) / Stefan George, Rainer Maria Rilke (aus Das Stunden-Buch [1905]). Dauer: ~13’. Widmung (beim Vorabdruck von Nr. 2, 1915): „Meinem lieben Freunde Anton von Webern“. UA 21. Februar 1932 Frankfurt am Main (Hertha Reinecke [Sopran]; Frankfurter Rundfunk-Symphonie-Orchester, Dirigent: Hans Rosbaud)
1. Seraphita („Erscheine jetzt nicht, traumverlornes Angesicht…“; 1913; Ernest Dowson, deutsch von Stefan George) – 2. Alle welche dich suchen (1914; Rainer Maria Rilke) – 3. Mach mich zum Wächter deiner Weiten (1914/15; Rainer Maria Rilke) – 4. Vorgefühl („Ich bin wie eine Fahne von Fernen umgeben“; 1916; Rainer Maria Rilke)
- Lied der Waldtaube aus den Gurre-Liedern. Bearbeitung für Singstimme und Kammerorchester (1922). Text: Jens Peter Jacobsen (1847–1885; aus En cactus springer ud [„Ein Kaktus blüht“, 1869/70]), deutsch von Robert Franz Arnold (1872–1938). UA 30. Januar 1923 Kopenhagen (Dansk Filharmonisk Selskab; Marya Freund [1876–1966] [Waldtaube], Breuning-Bache-Quartett, Mitglieder der Königlichen Kapelle Christian Christiansen; Dirigent: Arnold Schönberg). – Werkeinführung von Stefanie Rauch
- Orchesterlieder Op.22
- Ode to Napoleon Buonaparte (“'Tis done – but yesterday a King!”, op. 41; 1942/43). Fassung für Sprecher, Streichorchester und Klavier. Text: Lord Byron. Deutsche Fassung (Ode an Napoleon): Arnold Schönberg („Vorbei! – Noch gestern Fürst und groß…“). Dauer: 15’. UA 23. November 1944 New York (Carnegie Hall; Mack Harrell [1909–1960] [Sprecher]; Eduard Steuermann [Klavier], New Yorker Philharmoniker, Dirigent: Artur Rodziński)
  - Fassung für Sprecher, Streichquartett und Klavier: siehe unter Vokalkompositionen für Solostimme und 3–7 Instrumente

### Für mehrere Stimmen mit oder ohne Instrumentalbegleitung
- Viel tausend Blümlein auf der Au… (undatiertes Jugendwerk) für 4-stimmigen gemischten Chor a cappella. Text: anonym überliefert. UA: unbekannt
- Ei du Lütte (Es-Dur, 1895/96?) für 4-stimmigen gemischten Chor a cappella. Text: Klaus Groth (1819–1899). Dauer: ~1½’. UA: unbekannt
- Friedlicher Abend senkt sich aufs Gefilde… (fis-Moll, 1896?) für 4-stimmigen gemischten Chor. Text: Nikolaus Lenau (1802–1850). UA: unbekannt
- Der deutsche Michel („Sankt Michel, der vor Gottes Thron…“; d-Moll, ~1899–1901 / 1915/16[?]). Schlachtlied für 4- bis 7-stimmigen [Männerchor] a cappella. Text: Ottokar Kernstock (1848–1928). UA: unbekannt
- Darthulas Grabgesang (es-Moll, 1903; Fragment) für Chor (mit Soloquartett) und Orchester. Text: Johann Gottfried Herder (1744–1803), nach James Macpherson („Ossian“; 1736–1796)
- Drei kanonische Chöre (1905) zu 4 Stimmen. Texte: Johann Wolfgang von Goethe (Sprüche)
1. O, daß der Sinnen doch so viele sind! – 2. Wenn der schwer Gedrückte klagt – 3. Gutes tu
  - Goethe-Sprüche (1916) als 4-stimmige Kanons für gemischten Chor
- Friede auf Erden („Da die Hirten ihre Herde ließen“; op. 13; 1907) für gemischten Chor a cappella. Text (1886): Conrad Ferdinand Meyer (1825–1898). Dauer: ~8’. UA: unbekannt (geplante Aufführung mit dem Wiener Singverein unter Franz Schalk kam 1908 nicht zustande; Anton Webern dirigierte das Werk vermutlich 1928[2]). – Werkeinführung: 
  - Fassung für gemischten Chor und Orchester (1911). UA 9. Dezember 1911 Wien (Musikverein, Großer Saal; Philharmonischer Chor, Wiener Lehrergesangsverein, Wiener Tonkünstler-Orchester; Dirigent: Franz Schreker)
- Gurre-Lieder (1900–03, 1910/11). Kantate für Soli, Chor und Orchester. Texte: Jens Peter Jacobsen (1847–1885; aus En cactus springer ud [„Ein Kaktus blüht“, 1869/70]), deutsch von Robert Franz Arnold (1872–1938). Dauer: ~110’. UA 23. Februar 1913 Wien (Musikverein, Großer Saal; Anna Bahr-Mildenburg [Waldtaube], Marya Freund [1876–1966] [Tove], Franz Nachod [Waldemar]; Philharmonischer Chor, Wiener Tonkünstler-Orchester; Dirigent: Franz Schreker). – Werkeinführung von Agnes Grond
Teil I: 1. Orchestervorspiel – 2. „Nun dämpft die Dämm’rung jeden Ton…“ – 3. „Oh, wenn des Mondes Strahlen milde gleiten…“ – 4. „Roß! Mein Roß! Was schleichst du so träg!“ – 5. „Sterne jubeln, das Meer, es leuchtet…“ – 6. „So tanzen die Engel vor Gottes Thron nicht…“ – 7. „Nun sag ich dir zum ersten Mal…“ – 8. „Es ist Mitternachtszeit…“ – 9. „Du sendest mir einen Liebesblick…“ – 10. „Du wunderliche Tove!“ – 11. Orchesterzwischenspiel – 12. „Tauben von Gurre! Sorge quält mich!…“
Teil II: 1. „Herrgott, weißt du, was du tatest…“
Teil III: 1. „Erwacht, König Waldemars Mannen wert!“ – 2. „Deckel des Sarges klappert und klappt…“ – 3. „Gegrüßt, o König, an Gurre-Seestrand!“ – 4. „Mit Toves Stimme flüstert der Wald…“ – 5. „Ein seltsamer Vogel ist so ’n Aal…“ – 6. „Du strenger Richter droben…“ – 7. „Der Hahn erhebt den Kopf zur Kraht…“ – 8. Des Sommerwindes wilde Jagd. Orchester-Vorspiel – 9. Melodram: „Herr Gänsefuß, Frau Gänsekraut…“ – 10. „Seht die Sonne…“
  - Frühfassung für Singstimme und Klavier (1900/01): siehe unter Vokalkompositionen für Solostimme und Klavier
  - Klavierauszug von Arnold Schönberg (vor 1904; verschollen)
  - Klavierauszug von Alban Berg (1912/13)
  - Lied der Waldtaube. Bearbeitung für Singstimme und Kammerorchester (1922): siehe unter Vokalkompositionen für Solostimme und Orchester
  - Bearbeitung des I. Teils für Soli und 2 Klaviere zu 8 Händen. UA 14. Januar 1910 Wien (Ehrbar-Saal; Martha Winternitz-Dorda [Sopran], Hans Nachod [Tenor]; Etta Werndorf, Arnold Winternitz [1872–1938], Anton Webern, Rudolf Weinrich [Klavier])
- Die Jakobsleiter (1915–22). Oratorium (Fragment; 1955 ergänzt von Winfried Zillig). Libretto (1915–17): Arnold Schönberg. Dauer: ~45’. UA (Ausschnitt, 160 Takte) 12. Januar 1958 Hamburg (Norddeutscher Rundfunk; Dirigent: Hans Rosbaud). UA (ergänztes Fragment) 16. Juni 1961 Wien (Konzerthaus; Kölner Rundfunk-Sinfonie-Orchester, Dirigent: Rafael Kubelík). Szenische Fassung: 14. August 1968 Santa Fe (New Mexico). – Werkeinführung von Therese Muxeneder
- Vier Stücke für gemischten Chor (op. 27; 1925; Nr. 4 mit Instrumentalbegleitung). Texte: Arnold Schönberg, Tschan-Jo-Su (19. Jahrhundert) / Hans Bethge, Hung-So-Fan (1812–1861) / Hans Bethge. Dauer: ~8’. UA: unbekannt. – Werkeinführung von Agnes Grond

1. Unentrinnbar („Tapfere sind solche, die Taten vollbringen…“; Arnold Schönberg) – 2. Du sollst nicht, du mußt („Du sollst dir kein Bild machen!“; Arnold Schönberg) – 3. Mond und Menschen („Solang wir auf der Erde sind…“; Tschan-Jo-Su, deutsch von Hans Bethge, aus Die chinesische Flöte) – 4. Der Wunsch des Liebhabers („Süßes Mondlicht auf den Pflaumenbäumen…“; Hung-So-Fan, deutsch von Hans Bethge, aus Die chinesische Flöte). Begleitung: Mandoline, Klarinette, Geige und Violoncello
- Drei Satiren für gemischten Chor (op. 28; 1925/26; Nr. 3 mit Bratsche, Violoncello und Klavier). Texte: Arnold Schönberg. Dauer: ~11’. UA: unbekannt. – Werkeinführung von Agnes Grond
1. Am Scheideweg („Tonal oder atonal?“; 1925) – 2. Vielseitigkeit („Ja, wer tommerlt denn da? / Das ist ja der kleine Modernsky!“; 1925; Polemik gegen Igor Strawinski) – 3. Der neue Klassizismus („Nicht mehr romantisch blieb ich…“; 1925; Kantate mit Solostimmen und Instrumenten; gegen Hugo Riemann und gegen „neoklassizistische“ Musik)
  - Anhang I (1925/26): Ein Spruch und zwei Variationen über ihn
  - Anhang II (1926): Canon (C-Dur) für Streichquartett
  - Anhang III (1926): Legitimation als Canon. Bernard Shaw zum 70. Geburtstag in Bewunderung
- Sechs Stücke für Männerchor (op. 35; 1929/30). Texte: Arnold Schönberg. Dauer: ~13’. UA (Nr. 4) 2. November 1929 Berlin (Berliner Rundfunk; Erwin-Lendvai-Quartett, Dirigent: Walter Hänel). UA (komplett) 24. Oktober 1931 Hanau (13er Quartett des Arbeitergesangvereins Vorwärts, Dirigent: Franz Schmitt). Nr. 4 und 6 entstanden im Auftrag des Deutschen Arbeiter-Sängerbundes. – Werkeinführung

1. Hemmung („Ist ihnen die Sprache versagt?“; 1930) – 2. Das Gesetz („Wenns so kommt, wie man es gewöhnt ist…“; 1930) – 3. Ausdrucksweise („Aus uns, im Masseninstinkt…“; 1930) – 4. Glück („Glück ist die Fähigkeit, es noch zu wünschen…“; 1929) – 5. Landsknechte („Einmal muß man sterben…“; 1930) – 6. Verbundenheit („Man hilft zur Welt dir kommen…“; 1929)
- Wer mit der Welt laufen will, muß Zeit haben (1926–34). Kanon. Text: Arnold Schönberg. Widmung: „Meinem lieben Freunde, Dr. David J. Bach“. UA: unbekannt
- Kol Nidre (g-Moll, op. 39; 1938) für Sprecher (Rabbiner), gemischten Chor und Orchester. Dauer: ~12’. UA 4. Oktober 1938 Los Angeles (am Vorabend von Jom Kippur; Dirigent: Arnold Schönberg). – Schönberg über sein Werk
- Prelude for Mixed Chorus and Orchestra (für gemischten Chor und Orchester; op. 44; zur Genesis Suite, 1945). Dauer: ~6’. UA 18. November 1945 Los Angeles (Wilshire Ebell Theatre; Janssen Symphony of Los Angeles, Dirigent: Werner Janssen). – Werkeinführung
- A Survivor from Warsaw (Ein Überlebender aus Warschau) (“I cannot remember ev’rything…”, op. 46; 1947) für Sprecher, Männerchor und Orchester. Text: Arnold Schönberg  (nach Augenzeugenberichten aus dem Warschauer Ghetto; Schlusschor: Schma Jisrael). Dauer: ~7’. Widmung: “For the Koussevitzky Music Foundation, dedicated to the memory of Natalie Koussevitzky”. UA 4. November 1948 Albuquerque, New Mexico (Carlisle Gymnasium, University Campus; Sherman Smith [Sprecher]; Albuquerque Civic Symphony Orchestra, Dirigent: Kurt Frederick). – Werkeinführung von Therese Muxeneder
- Drei Volksliedsätze (op. 49; 1948) für gemischten Chor a cappella. Dauer: ~10’. UA: unbekannt. – Werkeinführung
1. Es gingen zwei Gespielen gut… – 2. Der Mai tritt ein mit Freuden… – 3. Mein Herz in steten Treuen…
  - Nr. 1 auch in einer Fassung für Singstimme und Klavier: siehe unter Vokalkompositionen für Solostimme und Klavier
- Acht Kanons (1926–49). Texte: Arnold Schönberg

1. Unendlicher vierstimmiger Kanon („Von meinen Steinen, Stein…“; 1926). Widmung: „für Erwin Stein zu Weihnachten 1926“ – 2. Arnold Schönberg beglückwünscht herzlichst. 4-stimmiger Rätselkanon (in 4 Tonarten) mit freiem Instrumentalbass (1928) – 3. Spiegle Dich im Werk: es lohnt Dir doppelt. 2-stimmiger Spiegelkanon (1931) – 4. Jedem geht es so; keiner bleibt bei zwanzig ewig stehn – Mir auch ist es so ergangen, doch ich hab mich rasch getröstet. 2 zusammengehörige 3-stimmige Rätselkanons, per augmentationem (1933) – 5. Es ist zu dumm, es ist zu schade. 4-stimmiger unendlicher Kanon mit Coda (1934) – 6. Mr. Saunders I owe you thanks. 4-stimmiger unendlicher Kanon für gleiche Stimmen (1939) – 7. I am almost sure, when your nurse will change your diapers. Unendlicher Kanon für 4 gleiche Stimmen (1945) – 8. Gravitationszentrum eigenen Sonnensystems. 4-stimmiger Kanon in der Unterquart (1949)
- Moderne Psalmen (1949–51)
  - Dreimal tausend Jahre („Dreimal tausend Jahre seit ich dich gesehen…“; op. 50a; 1949) für gemischten Chor a cappella. Text: Dagobert David Runes (1902–1982; aus Jordanlieder). Dauer: ~3’. UA 29. Oktober 1949 Stockholm (Fylkingen; Lilla Kammarkören [Lilla-Kammerchor], Dirigent: Eric Ericson). – Werkeinführung
  - Israel exists again (1949; Fragment) für gemischten Chor a cappella. Text: Arnold Schönberg. UA 12. Januar 1958 Hamburg (Dirigent: Hans Rosbaud)
  - Psalm 130 (De Profundis [„Shir hamaalot mima'amakim keraticha adonai…“], op. 50b; 1950) für 6-stimmigen gemischten Chor a cappella. Dauer: ~5’. Widmung: „dem Staat Israel“. UA 29. Januar 1954 Köln (Chor des Westdeutschen Rundfunks, Dirigent: Bernhard Zimmermann). – Werkeinführung
  - Moderner Psalm („O, Du mein Gott! Alle Völker preisen Dich…“, op. 50c; 1950/51; Fragment) für Sprecher, gemischten Chor und Orchester. Text (1950): Arnold Schönberg. Dauer: ~5’. UA 29. Mai 1956 Köln (Dirigent: Nino Sanzogno [1911–1983])

## Orchesterwerke
- Notturno (Adagio; 1896) für Sologeige, Harfe und Streicher. UA 2. März 1896 Wien (Festsaal des Kaufmännischen Vereins; Orchester „Polyhymnia“; Dirigent: Alexander von Zemlinsky?). – Werkeinführung von Therese Muxeneder
- Gavotte und Musette (im alten Style) (1897) für Streichorchester
- Pelleas und Melisande (op. 5; 1902/03). Symphonische Dichtung nach dem gleichnamigen Drama von Maurice Maeterlinck. Dauer: ~40’. UA 25. Januar 1905 Wien (Musikverein, Großer Saal; Orchester des Wiener Konzertvereines, Dirigent: Arnold Schönberg)
  - Fassung für großes Orchester (1911)
  - Revidierte Neuausgabe (1920)
- Kammersymphonie (Nr. 1, op. 9; 1906) für 15 Soloinstrumente. Dauer: ~22’. UA 8. Februar 1907 Wien (Musikverein, Großer Saal; Rosé-Quartett und Bläservereinigung der Hofoper)
  - Auszug für Klavier zu 4 Händen (1907)
  - Fassung für Klavierquintett (Fragment; 1907) – siehe unter Kammermusik
  - revidierte Fassung (1912) für 10 Bläser und Streichorchester. UA März 1913 Wien (Musikverein, Großer Saal; Dirigent: Arnold Schönberg)
  - Fassung für Orchester (1914/22)
  - Fassung für großes Orchester (op. 9b; 1935/36). UA 27. Dezember 1936 Los Angeles (University of Southern California, Bovard Auditorium; Philharmonic Orchestra; Dirigent: Arnold Schönberg)
- Zweite Kammersymphonie (es-Moll, op. 38; 1906–39) für kleines Orchester. Dauer: ~20’. UA 15. Dezember 1940 New York (Carnegie Hall; Orchestra of the Friends of New Music, Dirigent: Fritz Stiedry). – Programmtext von Arnold Schönberg: Wendepunkt (Melodram). – Werkeinführung von Therese Muxeneder
1. Adagio – 2. Con fuoco
  - Fassung für 2 Klaviere (op. 38b; 1941/42): siehe unter Musik für Tasteninstrumente
- Fünf Orchesterstücke (op. 16, 1909). Dauer: ~16’. UA 3. September 1912 London (Queen’s Hall; Queen’s Hall Orchestra, Dirigent: Henry Wood)
1. Vorgefühle – 2. Vergangenes – 3. Farben – 4. Peripetie – 5. Das obligate Rezitativ
  - Bearbeitung von Nr. 1, 2, 4 für 2 Klaviere achthändig von Erwin Stein. UA 4. Februar 1912 Berlin (Harmonium-Saal; Louis Closson, Louis T. Grünberg, Eduard Steuermann, Anton Webern)
  - Fassung für Kammerorchester (1920)
  - Revidierte Fassung für großes Orchester (1922)
  - Fassung für Standard-Orchester (1949). Widmung: “This new edition is dedicated to the memory of Henri Hinrichsen a music publisher who was a great seigneur.”
- Drei Stücke für Kammerensemble (1910). Dauer: ~2’. UA 10. Oktober 1957 Berlin (Mitglieder der Berliner Philharmoniker). – Werkeinführung von Therese Muxeneder
1. Rasche Viertel – 2. Mäßige Viertel – 3. Gehende Viertel (Fragment)
- Verklärte Nacht (op. 4). Fassung für Streichorchester (1917; mit hinzugefügter Kontrabassstimme)
  - Revidierte Fassung (1943) für Streichorchester
- Variationen für Orchester (op. 31; 1926–28). Dauer: ~20’. UA 2. Dezember 1928 Berlin (Berliner Philharmoniker, Dirigent: Wilhelm Furtwängler). – Werkeinführungen von Arnold Schönberg und vom Arnold Schönberg Center
Introduktion: Mäßig, ruhig – Thema: Molto moderato – 1. Variation: Moderato – 2. Variation: Langsam – 3. Variation: Mäßig – 4. Variation: Walzertempo – 5. Variation: Bewegt – 6. Variation: Andante – 7. Variation: Langsam – 8. Variation: Sehr rasch – 9. Variation: L’istesso tempo; aber etwas langsamer – Finale: Mäßig schnell
- Begleitungsmusik zu einer Lichtspielscene (op. 34; 1929/30). Dauer: ~9’. Ursendung 8. April 1930 Frankfurt (Südwestfunk; Dirigent: Hans Rosbaud). UA 6. November 1930 Berlin (Orchester der Krolloper, Dirigent: Otto Klemperer). – Werkeinführung
Drohende Gefahr – Angst – Katastrophe
  - Fassung für Kammerorchester von Johannes Schöllhorn (* 1962)
- Suite im alten Stile (G-Dur; 1934) für Streichorchester. Dauer: ~29’. UA 18. Mai 1935 Los Angeles (Philharmonic Auditorium; Philharmonic Orchestra, Dirigent: Otto Klemperer). Werkeinführung von Matthias Schmidt
1. Ouverture. Fuga – 2. Adagio – 3. Menuett. Trio – 4. Gavotte – 5. Gigue
- Concerto for Violin and Orchestra (op. 36; 1934[35?]–1936). Dauer: ~31’. Widmung: „Meinem lieben Freund und Kampfgenossen Dr. Anton von Webern“. UA 6. Dezember 1940 Philadelphia (Louis Krasner [Violine]; Philadelphia Orchestra, Dirigent: Leopold Stokowski). – Werkeinführungen von Louis Krasner und vom Arnold Schönberg Center
1. Poco allegro – 2. Andante grazioso – 3. Finale. Allegro
- Concerto for Piano and Orchestra (op. 42; 1942). Dauer: ~20’. Widmung: “To Henry Clay Shriver” [1917–1994]. UA 6. Februar 1944 New York (NBC Orchestra’s Radio City Habitat; Eduard Steuermann [Klavier]; NBC Symphony Orchestra, Dirigent: Leopold Stokowski). – Werkeinführung
Andante – Molto allegro – Adagio – Giocoso (moderato)
- Theme and Variations for Full Band (für Blasorchester, op. 43a; 1943). Dauer: ~11’. UA 27. Juni 1946 New York (Goldman Band, Dirigent: Richard Franko Goldman [1910–1980])
(Thema). Poco allegro – 1. Variation – 2. Variation: Allegro molto – 3. Variation: Poco adagio – 4. Variation: Tempo di valse – 5. Variation: Molto moderato – 6. Variation: Allegro – 7. Variation: Moderato – Finale: Moderato
  - Fassung für Sinfonieorchester (op. 43b; 1943/44). Dauer: ~12’. UA 20. Oktober 1944 Boston (Symphony Hall; Boston Symphony Orchestra, Dirigent: Serge Koussevitzky)

## Musik für Tasteninstrumente
- Lied ohne Worte (Adagio, D-Dur; undatiertes Jugendwerk) für Klavier
- Drei Klavierstücke (1894). UA: unbekannt. – Werkeinführung von Iris Pfeiffer
1. Andantino – 2. Andantino grazioso – 3. Presto
- Sechs Stücke (1896) für Klavier zu 4 Händen. Dauer: ~6’. Widmung: „Fräulein Bella Cohn zum 14. Februar 1896“. UA: unbekannt
1. Andante grazioso – 2. Poco allegro – 3. Rasch – 4. Andante – 5. Lebhaft rasch – 6. Allegro molto
- Drei Klavierstücke (op. 11; 1909/10). Dauer: ~14’. UA 14. Januar 1910 Wien (Ehrbar-Saal; Etta Werndorff)
  - revidierte Fassung (1924)
  - Bearbeitung von Nr. 2 für Klavier von Ferruccio Busoni (1910)
- Sechs kleine Klavierstücke (op. 19; 1911). Dauer: ~5’. UA 4. Februar 1912 Berlin (Harmonium-Saal; Louis Closson)
1. Leicht, zart – 2. Langsam – 3. Sehr langsam – 4. Rasch, aber leicht – 5. Etwas rasch – 6. Sehr langsam
- Fünf Klavierstücke (op. 23; 1920–23). Dauer: ~12’. UA (Nr. 1–2) 9. Oktober 1920 Wien (Musikverein, Kleiner Saal; Eduard Steuermann). UA (komplett) Herbst 1923 (Eduard Steuermann). – Werkeinführung:

1. Sehr langsam (1920) – 2. Sehr rasch (1920) – 3. Langsam (1923) – 4. Schwungvoll (1920/23) – 5. Walzer (1921/23)
- Suite für Klavier (op. 25; 1921–23). Dauer: ~16’. UA 25. Februar 1924 Wien (Konzerthaus, Mozart-Saal; Eduard Steuermann)
1. Präludium (1921) – 2. Gavotte (1923) – 3. Musette (1923) – 4. Intermezzo (1921–23) – 5. Menuett. Trio (1923) – 6. Gigue (1923)
  - Bearbeitung für 10 Blasinstrumente und Kontrabass von Jan van Vlijmen
- Klavierstücke (op. 33a/b; 1928–31). Dauer: ~6’. UA (op. 33a) 30. Januar 1931 Berlin (Else C. Kraus [1890–1979]). UA (op. 33b) 20. September 1949 Frankfurt am Main (Frankfurter Kunstkabinett Hanna Bekker vom Rath; Else C. Kraus). – Werkeinführung
(op. 33a; 1928/29) Mäßig – (op. 33b; 1931) Mäßig langsam
- Phantasia (1937; Fragment) für Klavier zu 4 Händen
- Variations on a Recitative (in D, op. 40; 1941) für Orgel. Dauer: ~16’. UA 10. April 1944 New York (Carl Weinrich). – Werkeinführung
Thema – Variationen 1–10 – Cadenza (Fuge)
  - Fassung für 2 Klaviere (Fragment)
- Sonata (1941; Fragment) für Orgel
Molto moderato – Allegretto
- Fragmente verschiedener Klavierstücke (vor 1900, 1900/01, 1905/06, 1909, 1918, 1920, 1925, 1931, ab 1933…). – Übersicht, Werkeinführung von Iris Pfeiffer
- Fragment eines Stückes für 2 Klaviere (1941)
- Zweite Kammersymphonie (es-Moll). Fassung für 2 Klaviere (op. 38b; 1941/42). Dauer: ~20’. UA: unbekannt
1. Adagio – 2. Con fuoco

## Kammermusik

### Duos
- Alliance-Walzer (1882–?) für 2 Violinen. UA: unbekannt. – Werkeinführung
- Sonnenschein-Polka (1882–?) für 2 Violinen. UA: unbekannt
- 3 Lieder ohne Worte (1882–?) für 2 Violinen. UA: unbekannt
- Stück für Violine und Klavier (d-Moll; 1893/94?). UA: unbekannt. – Werkeinführung von Therese Muxeneder
- Phantasy for Violin with Piano Accompaniment (für Violine mit Klavierbegleitung; op. 47; 1949) für Violine und Klavier. Dauer: ~9’. Widmung: “Made upon the ‘order’ of Mr Adolf Koldofsky who pleased me with his performance of my String Trio”. UA 11. September 1949 Zürich (Theater am Neumarkt; Francine Villers [Violine], Jacques Monod [Klavier]). Amerikanische Erstaufführung 13. September 1949 Los Angeles (Assistance League of Southern California Playhouse; Adolph Koldofsky [1905–1951] [Violine], Leonard Stein [1916–2004] [Klavier]). – Werkeinführung von Therese Muxeneder

Grave – Più mosso – Meno mosso – Lento – Grazioso – Tempo I – Più mosso – Scherzando – Poco tranquillo – Scherzando – Meno mosso – Tempo I

### Trios
- Romance Ré mineur pour deux violons et alto (für 2 Violinen und Viola; undatiertes Jugendwerk)
- String Trio (Streichtrio für Violine, Viola und Violoncello; op. 45; 1946). Dauer: ~19’. UA 1. Mai 1947 Cambridge (Massachusetts) (Harvard University, Sanders Theatre; Mitglieder des Walden String Quartet). Autobiografische Notiz von Arnold Schönberg: Mein Todesfall. – Werkeinführung von Mirjam Schlemmer

### Quartette

#### Streichquartette
- Presto (C-Dur; ~1895) für Streichquartett. UA: unbekannt. – Werkeinführung von Eike Feß
- Scherzo (F-Dur; 1897) für Streichquartett. Dauer: ~8’. UA: unbekannt. – Werkeinführung von Eike Feß
- Quartett (D-Dur; 1897) für 2 Violinen, Bratsche und Violoncello. Dauer: ~23’. UA (privat) 17. März 1898 Wien (Fitzner-Quartett). UA (öffentlich) 20. Dezember 1898 Wien (Bösendorfer-Saal; Fitzner-Quartett). – Werkeinführung von Eike Feß

1. Allegro molto – 2. Intermezzo. Andantino grazioso – 3. Andante con moto. Variationen 1–5 – 4. Allegro
- Quartett (Nr. 1, d-Moll, op. 7; 1904/05) für 2 Violinen, Viola und Violoncello. Dauer: ~44’. UA 5. Februar 1907 Wien (Bösendorfer-Saal; Rosé-Quartett)

1. [ohne Bezeichnung] – 2. Scherzo – 3. Adagio – 4. Rondo. Finale
- Zweites Quartett (fis-moll, op. 10; 1907/08): siehe unter Vokalwerke
- Drittes Streichquartett (op. 30; 1927). Dauer: ~30’. Widmung: „Frau Elizabeth Sprague Coolidge gewidmet“. UA 19. September 1927 Wien (Konzerthaus, Mozart-Saal; Kolisch-Quartett). – Werkeinführungen von Camille Crittenden und von Arnold Schönberg:

1. Moderato – 2. Adagio – 3. Intermezzo. Allegro moderato – 4. Rondo. Molto moderato
- Fourth String Quartet (op. 37; 1936). Dauer: ~32’. Widmung: “To the ideal patron of chamber music Elizabeth Sprague Coolidge and to the ideal interpreters of it The Kolisch Quartet”. UA 8. Januar 1937 Los Angeles (University of California, Josiah Royce Hall; Kolisch-Quartett). – Werkeinführungen von Mirjam Schlemmer und von Arnold Schönberg

1. Allegro molto; energico – 2. Comodo – 3. Largo – 4. Allegro

#### Kanons
- Eyn doppelt Spiegel u. Schlüssel-Kanon for vier Stimmen gesetzet auf niederlandsche Art (1922)

### Quintette
- Kammersymphonie (Nr. 1, op. 9). Fassung für Klavierquintett (Fragment; 1907)
- Die eiserne Brigade (1916). Marsch für Streichquartett und Klavier. Dauer: ~4’. Widmungsnotiz: „Original Manuskript dem Dr. v. Kusmitsch 1916 Oberlt. in Bruck a/L Gerichtsbeamter in Budapest geschenkt (der das nicht zu würdigen verstand)“. UA vermutlich 1916 in Bruck an der Leitha (bei einem Einjährigen-Kameradschaftsabend)
- Weihnachtsmusik (1921; Bearbeitung des Chorals „Es ist ein Ros entsprungen“) für 2 Geigen, Violoncello, Klavier und Harmonium. Dauer: ~6’. UA 1921(?)
- Quintett (op. 26; 1923/24) für Flöte, Oboe, Klarinette, Horn und Fagott. Dauer: ~38’. Widmung: „Dem Bubi Arnold“ (Schönbergs Enkel Arnold Greissle [*1923]). UA 16. September 1924 Wien (Dirigent: Felix Greissle [1894–1982]). – Werkeinführung von Therese Muxeneder
1. Schwungvoll (1923) – 2. Anmutig und heiter; Scherzando (1923) – 3. Etwas langsam (poco Adagio) (1924) – 4. Rondo (1924)
  - Bearbeitungen von Felix Greissle:
    - für hohes Instrument (Violine / Flöte / Klarinette) und Klavier (1926)
    - für Klavier zu 4 Händen (1926)

### Sextette
- Toter Winkel (h-Moll, 1898/99?; Fragment). Symphonische Dichtung für Streichsextett, nach einem Gedicht von Gustav Falke (1853–1916). – Werkeinführung von Iris Pfeiffer
- Verklärte Nacht (op. 4; 1899). Streichsextett (für 2 Violinen, 2 Violen und 2 Violoncelli), nach dem gleichnamigen Gedicht von Richard Dehmel („Zwei Menschen gehn durch kahlen, kalten Hain…“). Dauer: ~28’. UA 18. März 1902 Wien (Musikverein, Kleiner Saal; Rosé-Quartett; Franz Jelinek [2. Viola], Franz Schmidt [2. Violoncello]). – Werkeinführungen von Arnold Schönberg und von Therese Muxeneder
  - Revidierte Fassung (1905)
  - Fassungen für Streichorchester (1917/43): siehe unter Orchesterwerke

### Septett
- Suite (op. 29; 1924–26) für Kleine Klarinette, Klarinette, Bassklarinette, Geige, Bratsche, Violoncello und Klavier. Dauer: ~29’. Widmung: „Meiner lieben Frau“ (Gertrud Kolisch). UA 15. Dezember 1927 Paris (Grande Salle Pleyel; Cahuzac, Hery, Delacroix [Klarinetten], Darrieux, Boulay, Frecheville [Streicher], Eduard Steuermann [Klavier]; Dirigent: Arnold Schönberg). – Werkeinführungen von Theodor W. Adorno und vom Arnold Schönberg Center

1. Ouverture. Allegretto (1924–26) – 2. Tanzschritte. Moderato (1925) – 3. Thema mit Variationen (1925) – 4. Gigue (1925/26)